# Big Syke
Tyruss Gerald Himes (ur. 22 listopada 1968 w Inglewood zm. 5 grudnia 2016 w Hawthorne) lepiej znany jako Big Syke i Mussolini – amerykański raper, którego kariera muzyczna rozpoczęła się w roku 1990 od założenia grupy Evil Mind Gangsta's. Największą popularność przyniosła mu współpraca z Thug Life, Outlawz oraz założycielem tych grup Tupakiem Shakurem, którego poznał w roku 1992. Zmarł 5 grudnia 2016 roku w wieku 48 lat. Został znaleziony martwy w swoim domu w Hawthorne po tym jak od dłuższego czasu zmagał się z dolegliwościami sercowymi spowodowanymi otyłością.

## Dyskografia

### Albumy studyjne
- 1996: Be Yo' Self (RideOnUm Records)[5]
- 2001: Big Syke Daddy (Rap-A-Lot Records)[6]
- 2002: Street Commando (RideOnUm Records)[7]
- 2002: Big Syke (Rap-A-Lot Records)[8]
- 2007: Volume 1 (Ghost Label)[9]

### Wspólnie z innymi artystami
- 1993: All Hell Breakin' Loose (z Evil Mind Gangsta's)[10]
- 1994: Thug Life: Volume 1 (z Thug Life)[11]
- 1999: Still I Rise (z Outlawz)[12]